# Бонгсбу, Юхан
Матс Юхан Эдвард Бонгсбу (швед. Mats Johan Edward Bångsbo; род. 10 февраля 2003, Кунгсбакка, Халланд) — шведский футболист, защитник «Гётеборга».

## Клубная карьера
Футболом начинал заниматься в клубе «Серё» (швед. Särö IK). В 2015 году перебрался в академию «Гётеборга», где выступал до 2021 года. На предсезонных сборах перед сезоном 2022 года провёл несколько матчей за основной состав. 2 апреля 2022 года с Бонгсбу был подписан первый профессиональный контракт, рассчитанный на четыре года. 15 мая в матче с «Варбергом» дебютировал в чемпионате Швеции, появившись на поле в стартовом составе.

## Карьера в сборной
26 марта 2022 года дебютировал в юношеской сборной Швеции в матче элитного отборочного раунда чемпионата Европы с Боснией, появившись на поле на 85-й минуте вместо Ясина Айяри.

## Клубная статистика
| Выступление      | Выступление      | Выступление      | Лига | Лига | Кубки | Кубки | Конт. кубки | Конт. кубки | Итого | Итого |
| Клуб             | Лига             | Сезон            | Игры | Голы | Игры  | Голы  | Игры        | Голы        | Игры  | Голы  |
| ---------------- | ---------------- | ---------------- | ---- | ---- | ----- | ----- | ----------- | ----------- | ----- | ----- |
| Гётеборг         | Алльсвенскан     | 2022             | 1    | 0    | 0     | 0     | 0           | 0           | 1     | 0     |
| Гётеборг         | Итого            | Итого            | 1    | 0    | 0     | 0     | 0           | 0           | 1     | 0     |
| Всего за карьеру | Всего за карьеру | Всего за карьеру | 6    | 2    | 2     | 0     | 0           | 0           | 8     | 2     |